# رافع گالوز
رافع گالوز (انگلیسی: Rafa Gálvez؛ زادهٔ ۲۰ مهٔ ۱۹۹۳) بازیکن فوتبال اهل اسپانیا است.
از باشگاه‌هایی که در آن بازی کرده‌است می‌توان به باشگاه فوتبال کوردوبا و باشگاه فوتبال الچه اشاره کرد.